# عالم أجاثا كريستي الخيالي
في روايات أجاثا كريستي ثمة عدة شخصيات قد ظهرت في كتب مختلفة، وقد استطاعت كريستي خلق كون خيالي. المثال الأبرز هو رواية الحصان الأشهب، والذي تميز بأريادني أوليفر والرائد ديسبرد وزوجته رودا (قد ظهروا في الورق على الطاولة) والسيدة الدنماركية كالثروب (ظهرت في الإصبع المتحرك). وأيضًا من الأمثلة البارزة ظهور كثير من الشخصيات في أكثر من رواية سواءً أكان محققًا أو مشتبه به فعلى سبيل المثال عَمَل الآنسة ليمون مع هيركيول بوارو وظهورها في كثير من الروايات معه ثم في إحدى عطلها أو بعد تقاعدها ظهرت في روايات باركر بين، وأيضًا ظهور أريادني أوليفر في بعض روايات باركر بين، وظهور العقيد ريس مع بوارو في رواية الموت على النيل وأيضًا ظهور بوارو مع المشرف باتل.